# Jean-Baptiste Alexandre Le Blond
Jean-Baptiste Alexandre Le Blond (ur. w 1679 prawdopodobnie w Paryżu – zm. 10 marca 1719 w Petersburgu) – francuski architekt i projektant ogrodów, związany głównie z Paryżem i Petersburgiem. Przedstawiciel okresu przejściowego w sztuce między barokiem a klasycyzmem.

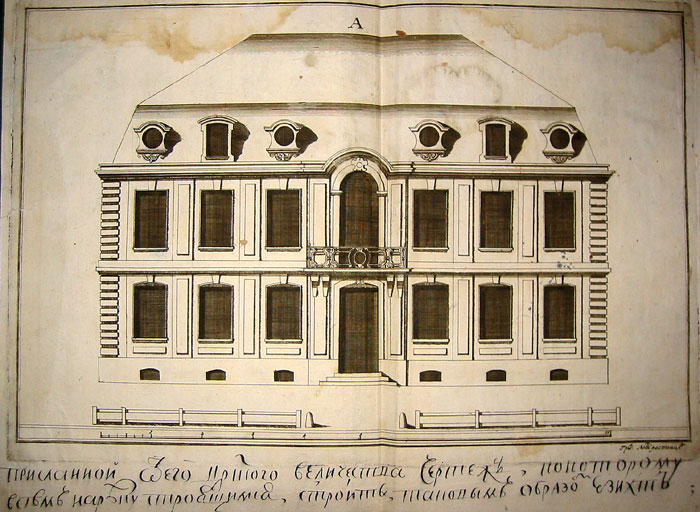
Projekt dla Petersburga, 1716

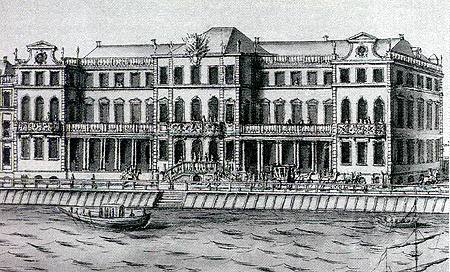
Pałac Apraksina w Petersburgu

Podstawy budownictwa i architektury zdobywał u boku swojego wuja, Jeana Girarda, zatrudnionego u Filipa Orleańskiego. Sztuki zakładania ogrodów uczył się od André Le Nôtre’a. Uzyskawszy tytuł architekta królewskiego zaprojektował i kierował budowami kilku reprezentacyjnych budynków w Paryżu, wśród których były m.in. hôtel de Clermont przy rue de Varenne oraz hôtel de Vendôme przy rue d'Enfer (dzisiejszy Boulevard Saint-Michel). Wykonał również m.in. projekt monumentalnego pałacu w Auch (departament Gers) dla arcybiskupa Augustyna de Maupeou (zrealizowany dopiero w latach 1750-1770, za czasów arcybiskupa Jeana-François de Montillet de Grenaud).
W 1716 r. przyjął propozycję cara Piotra I przyjazdu do Rosji i objęcia stanowiska głównego architekta miejskiego w tworzącym się Petersburgu. Jednak przedstawiony przez niego projekt miasta na planie owalu, w którym centrum miejskie miało się mieścić na Wyspie Wasilewskiej, z regularną siatką ulic krzyżujących się pod kątem prostym i placami wzorowanymi wprost na rozwiązaniach francuskich nie został zaakceptowany przez władcę – podobnie jak plan rezydencji carskiej w Strelnej (1717). W tym samym roku wraz z Friedrichem Braunsteinem i Nicolą Michettim zaprojektował pierwszy pałac w Peterhofie, a następnie stojący tam nad samym brzegiem morza pałacyk „Mon Plaisir”. W samym Petersburgu natomiast zbudował pałac Apraksina i sporządził plany Ogrodu Letniego.
Zmarł przedwcześnie zaraziwszy się ospą. W jego uroczystościach pogrzebowych uczestniczył sam car Piotr I. Został pochowany na nieistniejącym już cmentarzu przy cerkwi św. Sampsona w Dzielnicy Wyborskiej.